# تدرج ديك الخلنج
تدرج ديك الخلنج (الاسم العلمي: Tetraophasis)، جنس طيور من فصيلة التدرجية. يحتوي على الأنواع التالية:
- Verreaux's monal-partridge (Tetraophasis obscurus)
- Szechenyi's monal-partridge (Tetraophasis szechenyii)